# 八王子市立第七中学校
八王子市立第七中学校（はちおうじしりつ だいななちゅうがっこう）は、東京都八王子市散田町二丁目にある市立中学校。

## 沿革
- 1960年
  - 4月1日 - 八王子市立中央高等学校内に仮校舎を設置し開校。
  - 9月 - 現校舎に移転。

## 教育方針
学校教育目標
1. 自己啓発力をもち、創造性に富む人間。
2. 規範意識をもち、社会貢献ができる人間。
3. 思いやりの心をもち、感受性豊かな人間。

## 特徴
入学生は周辺の山田小学校・第七小学校・第五小学校・散田小学校が主である。
体育館が八王子市の中学校の中で一番大きい。

## 学校行事
| - 4月 始業式 入学式 対面式 生徒会入会式 保護者会 身体測定 離任式 - 5月 生徒総会 学校公開 体育祭 - 6月 修学旅行 狂言教室 | - 7月 セーフティー教室 道徳公開授業 保護者会 三者面談 終業式 夏季休業 - 8月 夏季休業 - 9月 始業式 生徒会役員選挙 | - 10月 文化祭 学校公開 - 11月 連合音楽祭 連合芸術祭 - 12月 三者面談 終業式 冬季休業 | - 1月 始業式 移動教室 - 2月 音楽鑑賞教室 - 3月 保護者会 球技大会 三送会 卒業式 終業式 |

## 交通
- 京王電鉄京王高尾線山田駅より徒歩15分
- JR中央本線西八王子駅より徒歩15分